# LEGO Star Wars: The Video Game
LEGO Star Wars: The Video Game is een computerspel gebaseerd op de Star Wars-speelgoedlijn van LEGO. Het spel speelt zich af tijdens de prequeltrilogie van Star Wars (The Phantom Menace, Attack of the Clones en Revenge of the Sith), met een bonussegment van A New Hope. LEGO Star Wars werd uitgebracht op 5 april 2005.
Het spel werd ontwikkeld door Traveller's Tales voor de Microsoft Xbox en Sony PlayStation 2, en Microsoft Windows. Alle versies van het spel werden uitgebracht door Eidos Interactive en LucasArts.
LEGO Star Wars werd aangeprezen als een kinderspel en won de “Spel van het jaar”-award van Kidzworld.com. Ook buiten die groep deed het spel het goed.

## Verhaal
Het spel volgt dezelfde verhaallijn als die in Episodes I, II en III van Star Wars, maar met kleine verschillen. Scènes bevatten niet veel actie, en vaak is die actie aangepast om het er humoristischer uit te laten zien.

## Gameplay

### Personages
LEGO Star Wars bevat in totaal 56 bespeelbare personages. Deze personages zien er net zo uit als echte LEGO-poppetjes, maar met meer mobiliteit. Als ze sterven, vallen ze in onderdelen uit elkaar. De meeste personages moeten worden ontsloten door levels uit te spelen of ze te kopen in Dexter's Diner. De personages zijn ingedeeld in verschillende groepen op basis van hun vaardigheden. Deze groepen zijn de Jedi, personages die blasters gebruiken, droids en kanselier Palpatine (die in zijn eentje in een aparte groep zit).

### Free Play
LEGO Star Wars heeft een optie genaamd 'Free Play', waarmee de speler een level opnieuw kan spelen, maar dan met de mogelijkheid tijdens het spelen van personage te wisselen. Dit stelt spelers in staat bepaalde gebieden te bezoeken waar ze eerst niet bij konden. In Free Play-modus kan een speler elk personage wat hij op dat moment heeft ontsloten gebruiken.

### Dexter's Diner
Dexter's Diner is het gebied waar de speler kiest welk level hij of zij wil spelen. Ook bevindt zich hier een parkeerplaats waar de speler gevonden onderdelen van voertuigen kan gebruiken om voertuigen te repareren. Tevens kan de speler hier nieuwe personages ontsluiten.

## Levels
Elk level in LEGO Star Wars volgt losjes scènes uit de Star Warsfilms. Er is geen gesproken dialoog. Het spel begint met Obi-Wan Kenobi en Qui-Gon Jinn in het schip van de Trade Federation en eindigt met Anakin Skywalker en Obi-Wan Kenobi's duel op Mustafar.

### Bonuslevel
In elk van de 17 levels kan een speler een bepaald aantal LEGO-stenen verzamelen en hiermee speciale kits verdienen. Indien alle 17 kits zijn bemachtigd, krijgt de speler een bonuslevel gebaseerd op Episode IV: A New Hope.